# Prieuré-château de Saint-Arcons-d'Allier
Le prieuré-château de Saint-Arcons-d'Allier est un château devenu prieuré de l'abbaye Saint-Pierre-des-Chazes, à Saint-Arcons-d'Allier dans le département français de la Haute-Loire en région Auvergne-Rhône-Alpes.

## Histoire
La famille de Saint-Arcons occupa les lieux fortifiés jusqu'au XIIIe siècle, après quoi la propriété passa entre les mains de diverses familles. Au XIVe siècle, les De Peyre cédèrent le château à l'abbaye bénédictine des Chazes en tant que prieuré. Ce prieuré fut intégré à la mense abbatiale en 1403. De nos jours, le château se compose d'un bâtiment rectangulaire qui s'appuie sur l'église paroissiale du côté sud-est. La façade orientée vers le nord-est donne sur une cour intérieure, entourée de remparts maçonnés. Dans cette cour, on peut encore apercevoir divers vestiges architecturaux. La façade donnant sur l'Allier conserve une tour semi-circulaire en saillie, avec des archères de défense bien préservées. Au centre de la façade intérieure, se dresse une tour d'escalier en colimaçon datant du XVe siècle. Cette tour est surmontée d'une porte à linteau horizontal, agrémentée d'une corniche saillante, avec des éléments décoratifs latéraux en forme de blason. La tour semi-circulaire est surmontée d'une voûte d'ogives à six compartiments avec une clé de voûte centrale en pénétration dans le noyau de l'escalier. Cette voûte a conservé d'intéressantes traces de peintures murales.

## Description
Édifiées entre le XIe siècle et le XVe siècle, ces structures ont subi d'importantes altérations, et une portion d'entre elles a été adaptée pour servir de bâtiments agricoles. Dans son état actuel, le château offre un précieux exemple d'architecture monastique fortifiée de la période médiévale tardive.

## Protection
Les façades et les toitures, la tourelle d'escalier avec sa peinture murale, sont inscrites au titre des monuments historiques par arrêté du 30 janvier 1986.

## Galerie

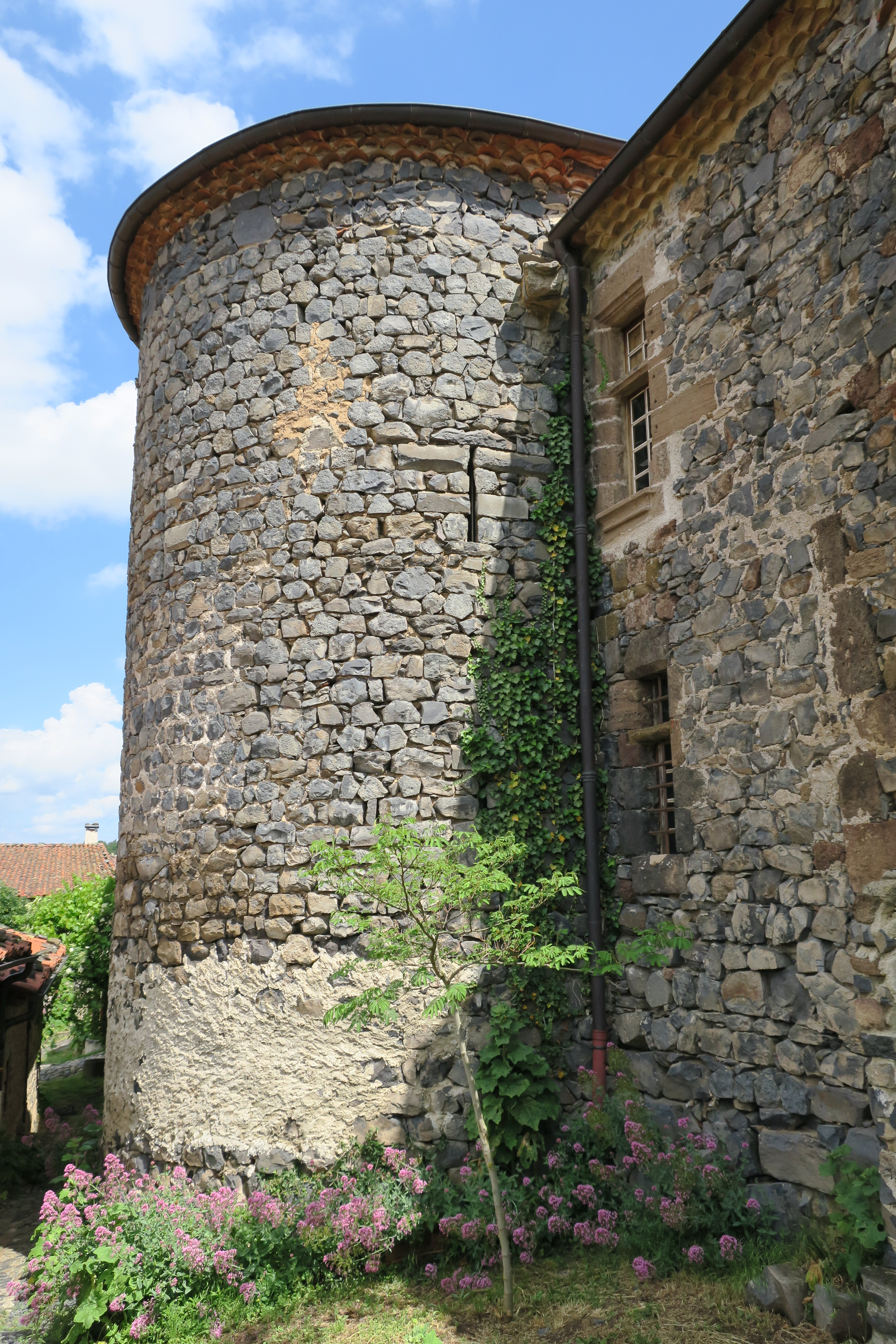
Façade et tour côté Allier.
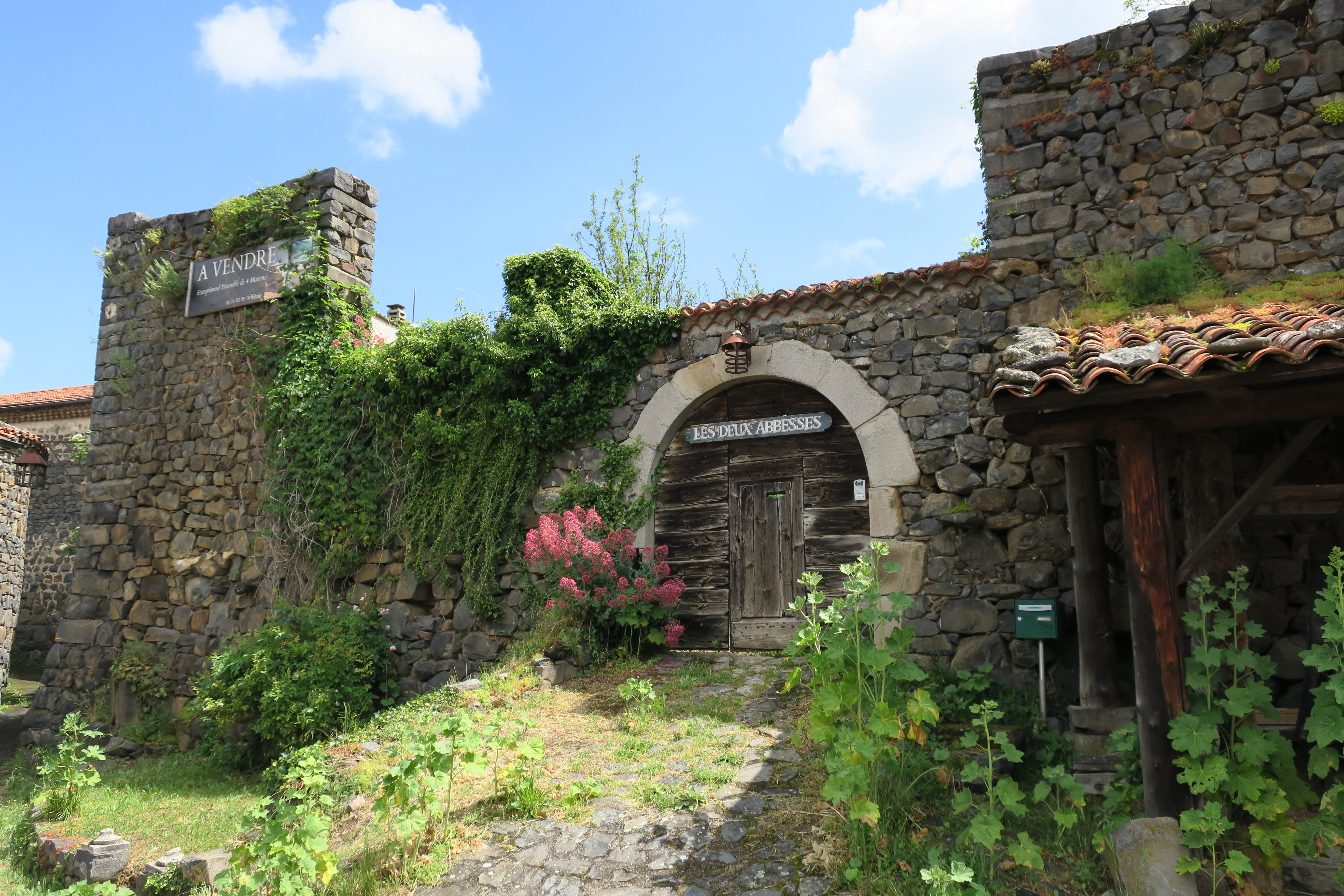
Porte.
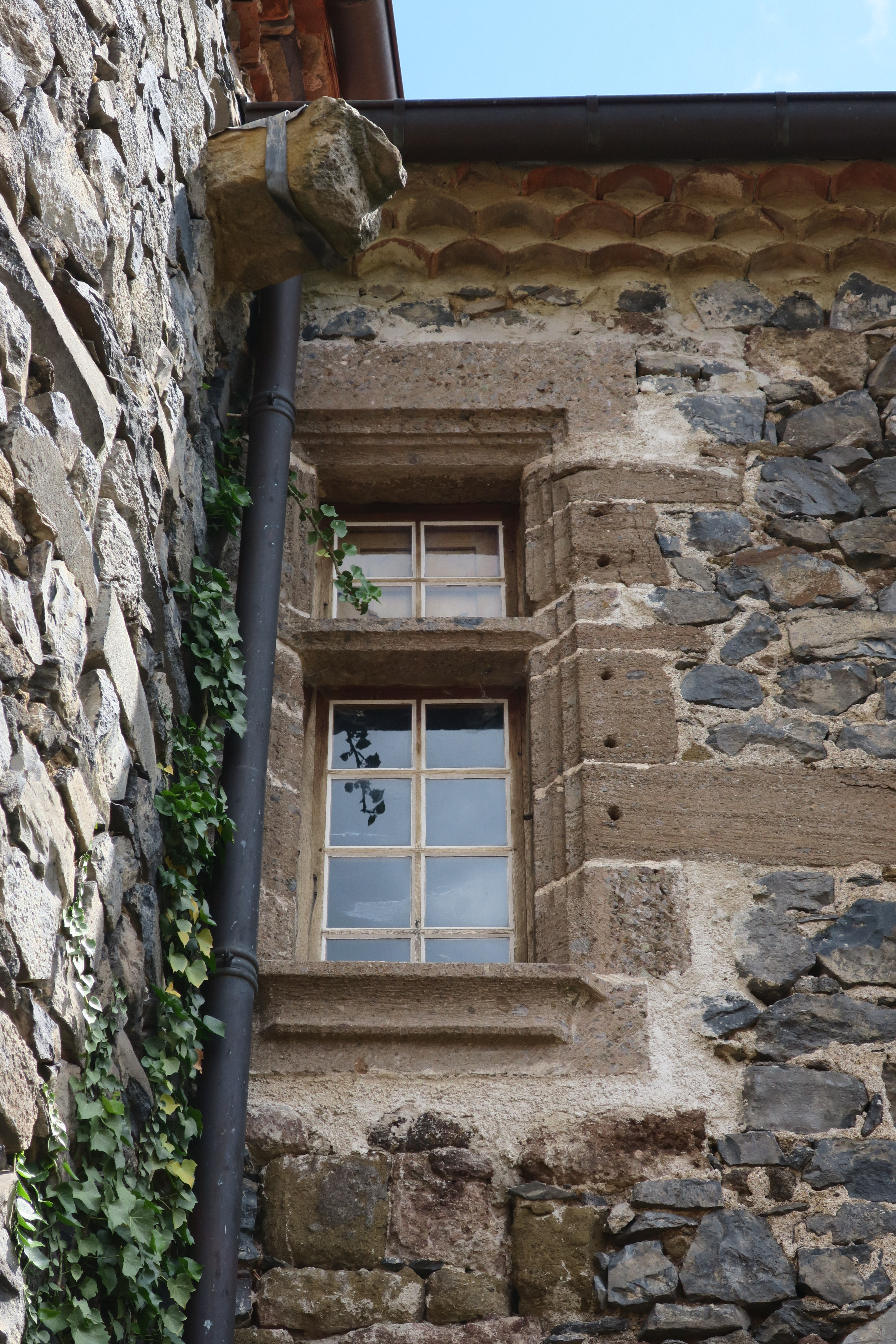
Fenêtre à meneaux.
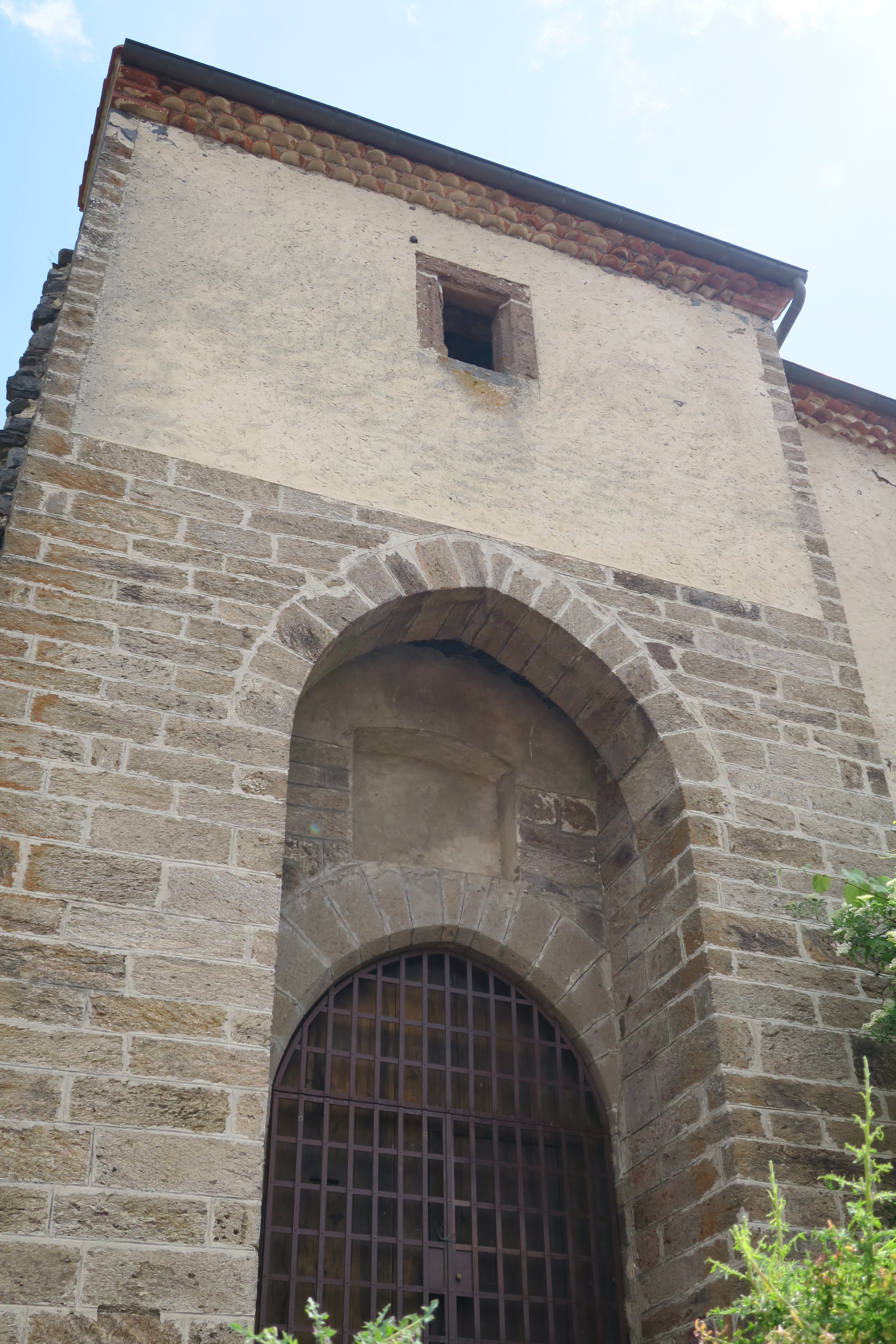
Porte fortifiée.